# Daytona Beach
Daytona Beach é uma cidade localizada no estado americano da Flórida, no condado de Volusia. Foi incorporada em 1876.

## Geografia
De acordo com o United States Census Bureau, a cidade tem uma área de 165,2 km², onde 151,3 km² estão cobertos por terra e 13,9 km² por água.

### Localidades na vizinhança
O diagrama seguinte representa as localidades num raio de 16 km ao redor de Daytona Beach.

## Demografia
Segundo o censo nacional de 2020, a sua população é de 72 647 habitantes e sua densidade populacional é de 403,26 hab/km². Possui 33 920 residências, que resulta em uma densidade de 224,22 residências/km².

## Esportes

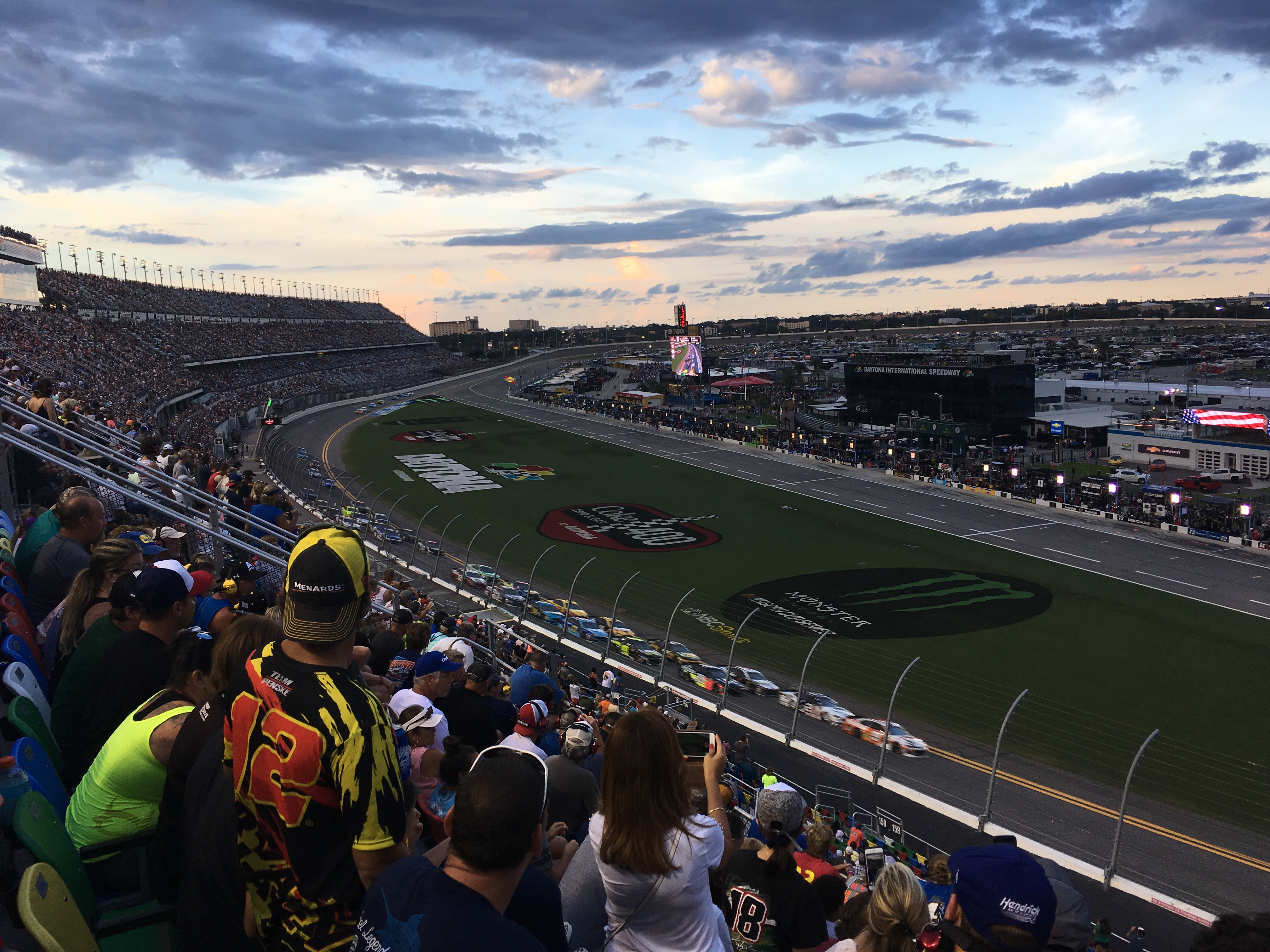
Daytona International Speedway.

Daytona Beach tem uma forte tradição no automobilismo, é sede da NASCAR, a maior associação automobilística do país, e também da IMSA, principal categoria de endurance do país.
A cidade também sedia o principal circuito das competições da Stock Car norte-americana, o Daytona International Speedway.

## Geminações
- Baiona, Pirenéus Atlânticos, França
- Campeche, Campeche, México[4]